# شاکلتون انرژی
شاکلتون انرژی (انگلیسی: Shackleton Energy) شرکت هوافضای آمریکایی است، که در سال ۲۰۰۷ تأسیس شد.